# Polski Związek Szachowy

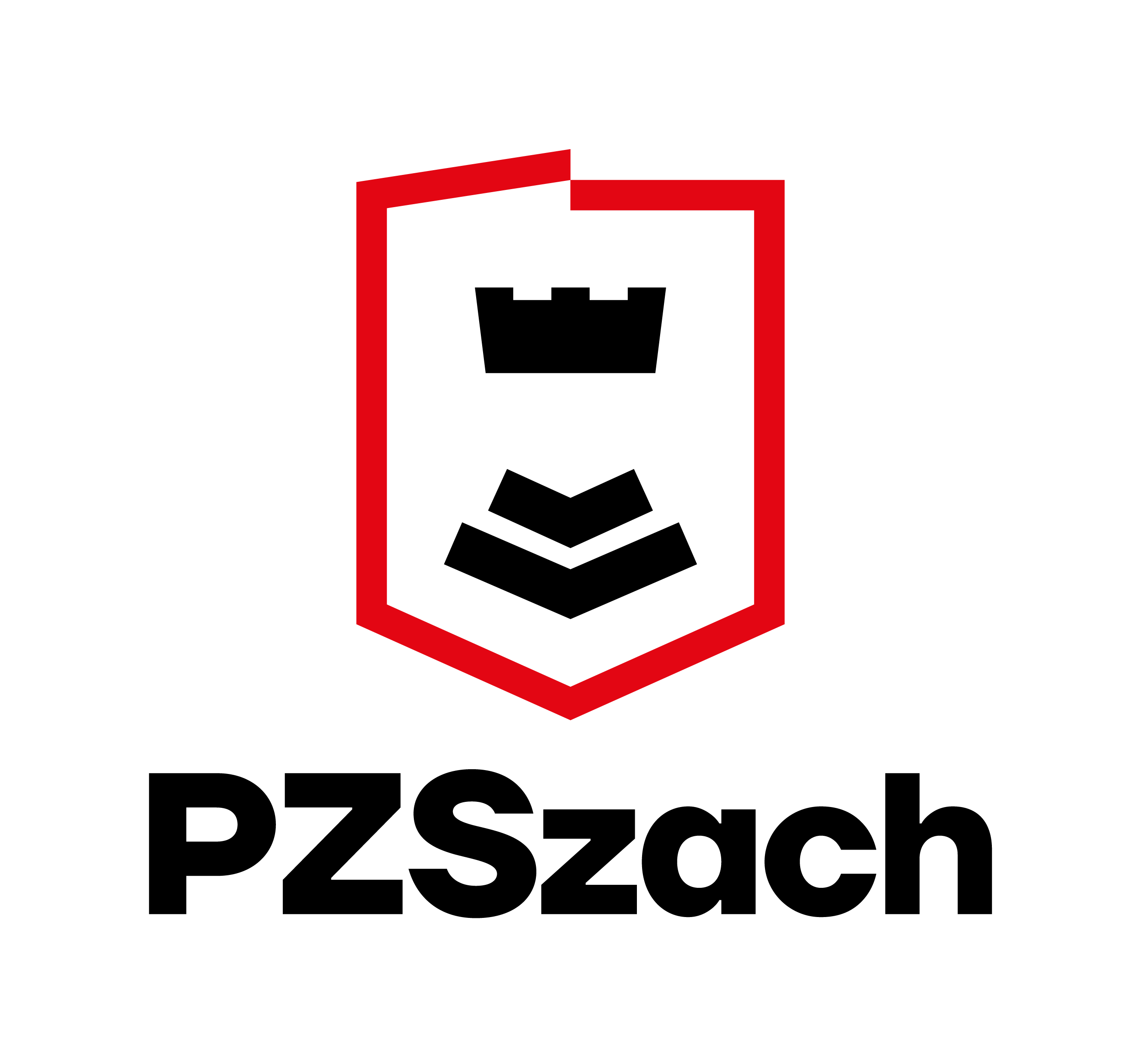
Logo Polskiego Związku Szachowego

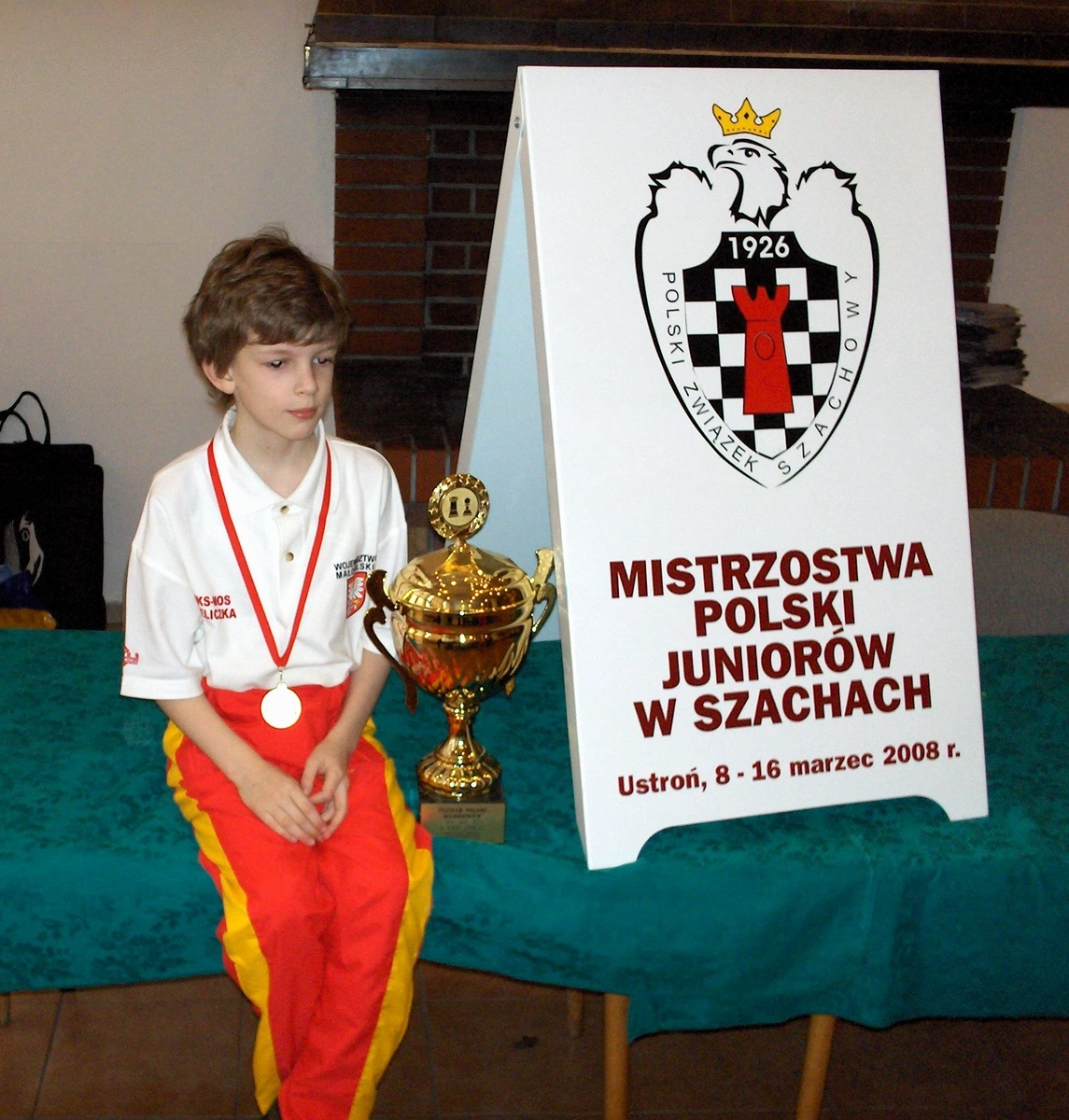
Logo Polskiego Związku Szachowego,
po lewej Jan-Krzysztof Duda, MPJ Ustroń 2008.

Polski Związek Szachowy (PZSzach) – organizacja sportowa, zajmująca się szachami w Polsce.

## Wstęp
PZSzach powstał w dniu 11 kwietnia 1926 w Warszawie w wyniku ogólnopolskiego zjazdu delegatów klubów, towarzystw szachowych oraz kilku zorganizowanych wcześniej okręgowych związków szachowych. Pierwszym prezesem PZSzach został Józef Żabiński. W statucie określono podstawowe zadania organizacji, m.in.: rozwój i popularyzacja szachów, kierowanie życiem szachowym w Polsce, reprezentowanie interesów polskich szachistów poza granicami kraju, koordynacja działalności klubów i wojewódzkich związków szachowych, organizowanie indywidualnych i drużynowych turniejów o mistrzostwo Polski w różnych grupach wiekowych i inne. W roku 1927 Polski Związek Szachowy został przyjęty w poczet członków Międzynarodowej Federacji Szachowej (FIDE).
Po zakończeniu II wojny światowej PZSzach został reaktywowany w dniu 30 kwietnia 1946 i w tej formie, poza latami 1950–1957 (przemianowany został wówczas na Sekcję Szachów Komitetu Kultury Fizycznej), istnieje do dziś.
Polski Związek Szachowy współpracuje z Międzynarodową Federacją Szachową (FIDE), Europejską Unią Szachowa (ECU), Międzynarodową Federacją Szachowej Gry Korespondencyjnej (ICCF), Stałą Komisją Kompozycji Szachowej (PCCC) oraz federacjami szachowymi innych krajów.
Najwyższą władzą PZSzach jest Walne Zgromadzenie Delegatów, a bieżącą działalnością kieruje Zarząd, składający się z 9–11 członków, który wybierany jest na czteroletnie kadencje.
W 2012 PZSzach otrzymał status organizacji pożytku publicznego o numerze KRS 0000143874. W 2013 PZSzach przejął program ChessArbiter.

## Wkład PZSzach w zmiany przepisów FIDE
Z inicjatywy polskich działaczy dokonano wiele udoskonaleń w przepisach Międzynarodowej Federacji Szachowej m.in. wprowadzono przepisy gry błyskawicznej, uporządkowano przepisy rankingowe i nadawanie tytułów międzynarodowych.
Dzięki inicjatywie Dawida Przepiórki w 1930 na Kongresie FIDE w Hamburgu  zlikwidowano przepis pozwalający w rozgrywkach drużynowych na zmianę  kolejności zawodników. Uniemożliwiło to zawodnikom wędrowanie po szachownicach (w górę, w dół) i poszukiwanie odpowiedniego przeciwnika i koloru bierek.
W Polsce odbyły się dwa Kongresy FIDE: w 1935 w Warszawie oraz w 2011 w Krakowie.

## Centralny Rejestr Członków PZSzach
System, który umożliwia centralne zarządzanie danymi członków i klubów szachowych. Centralny Rejestr umożliwia  wgląd i bieżącą aktualizację ewidencji klubowej członków, aktualizację rankingów, kategorii, klas sędziowskich i trenerskich na wszystkich szczeblach. Projekt oraz całość zadania Centralnego Rejestru PZSzach wykonał Adam Curyło.
Według danych z Centralnego Rejestru z lutego 2024 PZSzach ma ponad 124 tysiące zarejestrowanych członków i 475 klubów szachowych.

## Kolejni prezesi Polskiego Związku Szachowego
- Józef Żabiński (1926–1928)
- Józef Rogoziński (1929–1935)
- Bronisław Nakoniecznikow-Klukowski (1935–1938)
- Witold Grabowski (1938–1939)
- Zbigniew Miller (1946–1947)
- Stanisław Wojnarowicz (1947–1950)
- Czesław Krulisch (1950–1951)
- Zbigniew Miller (1952–1954)
- Jerzy Putrament (1954–1957)
- Stanisław Wojnarowicz (1957)
- Krzysztof Rolnik (1957–1960)
- Ferdynand Herok (1960–1962)
- Kazimierz Kryński (1962–1963)
- Jerzy Putrament (1963–1973)
- Stanisław Gabrielski (1973–1977)
- Czesław Wiśniewski (1977–1980)
- Krzysztof Kulesza (1980–1985)
- Stanisław Kania (1985–1988)
- Jacek Żemantowski (1988–2000)
- Stanisław Łobaziewicz (2000–2003)
- Przemysław Gdański (2003–2004)
- Janusz Woda (2004–2008)
- Jan Kusina (2008–2009)
- Tomasz Sielicki (2009–2013)
- Tomasz Delega (2013–2017)
- Adam Dzwonkowski (2017–2018)
- Radosław Jedynak (od 2018)

## Członkowie Honorowi Polskiego Związku Szachowego
stan na rok 2015

- 1928: Józef Żabiński, Dawid Przepiórka, Samuel Rozenblat
- 1932: Józef Piłsudski
- 1935: Józef Rogoziński
- 1937: Kazimierz Sosnkowski, Kazimierz Glabisz, Kazimierz Piłsudski
- 1938: Bronisław Nakoniecznikow-Klukowski
- 1957: Marian Wróbel
- 1961: Kazimierz Makarczyk, Roman Bąk
- 1965: Wiktor Witkowski
- 1966: Tadeusz Tułasiewicz
- 1970: Franciszek Konarkowski
- 1973: Róża Herman, Jerzy Putrament
- 1974: Henryk Swinarski
- 1976: Grzegorz Grzeban, Stefan Furs, Zbigniew Miller, Krystyna Radzikowska, Eugeniusz Rysak, Jerzy Sokołow, Stefan Witkowski
- 1982: Stanisław Gawlikowski, Władysław Litmanowicz, Zbigniew Nestorowicz, Ferdynand Pochowski, Wacław Turski
- 1983: Edward Dąbrowski
- 1985: Józef Gromadzki, Krzysztof Kulesza, Zygmunt Szymański, Kazimierz Wasilewski, Kazimierz Kuszewski
- 1988: Stanisław Gabrielski, Czesław Wiśniewski, Stanisław Kania, Czesław Krulisch, Jerzy Giżycki, Bogdan Śliwa
- 1993: Mieczysław Najdorf, Henryk Malinowski, Andrzej Filipowicz
- 1994: Zbigniew Czajka
- 1995: Stefan Brzózka, Jacek Żemantowski
- 1997: Ulrich Jahr
- 2000: Hanna Ereńska-Radzewska, Mirosław Gnieciak, Janusz Woda
- 2006: Anna Jurczyńska, Jan Frankiewicz, Jan Górski, Jan Macieja, Zygmunt Ryll, Ryszard Więckowski, Włodzimierz Schmidt
- 2008: Agnieszka Brustman, Ryszard Bernard, Jan Rusinek, Waldemar Tura, Eugeniusz Iwanow
- 2013: Tomasz Sielicki, Leopold Szwedowski, Piotr Zieliński